# Ekkehard d'Aura
Ekkehard d'Aura, en llatí: Ekkehardus Uraugiensis, (? – mort el 1126) fou un monjo benedictí i cronista, que participà en la croada del 1101.

## Biografia
El 1108 fou nomenat abat d'Aura, un monestir fundat per Otó de Bamberg, situat a Francònia, a la vora del riu Saale, a prop de Bad Kissingen, (Baviera). Va fer aportacions al Chronicon universale, obra iniciada per Frutolf de Michelsberg, afegint dades sobre la història d'Alemanya entre el 1098 i el 1125, durant el regnat de l'emperador Enric V del Sacre Imperi Romanogermànic, al qual donà suport en la controvèrsia sorgida amb el papa per la qüestió de les investidures. El 1101 marxà com a pelegrí amb la croada amb el grup comandat per Guillem IX d'Aquitània, Hug de Vermandois i el duc Güelf I de Baviera. En aquest viatge obtingué informació per al seu treball com a cronista, sobre l'escandalós tema de les persecucions de jueus a Renània que s'efectuaren durant la Primera Croada.

## Recursos externs
- Paul Hassall. «Ekkehard of Aura:Hierosolymita and World Chronicle».   Fordham University, 1997.